# آنا بارتليت وارنر
آنا بارتليت وارنر (بالإنجليزية: Anna Bartlett Warner)‏ هي كاتِبة وشاعرة أمريكية، ولدت في 31 أغسطس 1827 في لونغ آيلند في الولايات المتحدة، وتوفيت في 22 يناير 1915 في هايلاند فالس في الولايات المتحدة.

## وصلات خارجية
- آنا بارتليت وارنر على موقع الموسوعة البريطانية (الإنجليزية)
- آنا بارتليت وارنر على موقع الموسوعة البريطانية (الإنجليزية)
- آنا بارتليت وارنر على موقع ميوزك برينز (الإنجليزية)